# Бортник Іван Сергійович
Іва́н Сергі́йович Бо́ртник (рос. Иван Сергеевич Бортник; нар. 16 квітня 1939, Москва, РСФСР — 4 січня 2019) — радянський та російський актор кіно та театру. Народний артист Російської Федерації (2000).

## Життєпис
Іван Бортник народився 16 квітня 1939 року в Москві в сім'ї заступника головного редактора Держлітвидаву С. В. Бортника. Мати — доктор філологічних наук. Артистом вирішив стати в юнацтві: Іван відвідував Московський міський будинок піонерів на Кіровській вулиці, потім самодіяльну кіностудію при Парку Горького. У 1957-му поступив у ГІТІС на акторський факультет, але після перейшов в Московське театральне училище імені Б. В. Щукіна на курс В. А. Етуша. У 1961 році закінчив училище і був прийнятий у трупу Московського драматичного театру ім. М. В. Гоголя. Дебют в кіно відбувся того ж року — у фільмі Всеволода Вороніна «Сповідь», де Іван Бортник виконав роль художника Василя.
У 1967 році актор перейшов у трупу Юрія Любимова Театру на Таганці, де здружився з Володимиром Висоцьким. У театрі доля артиста склалася добре — він грав провідні та головні ролі у таких постановках, як «Пугачов», «Мати», «На дні», «Живий», «Дерев'яні коні», «Борис Годунов», які принесли йому популярність та визнання глядачів і критики.
У 1979 році Іван Бортник знявся на Одеській кіностудії у знаменитій кінострічці Станіслава Говорухіна «Місце зустрічі змінити не можна», в якій зіграв невелику, але яскраву роль бандита «Промокашки», яка принесла йому всенародну популярність. Проте довгі роки Бортник грав в кіно переважно другорядні ролі.

## Особисте життя
Дружина Івана Бортника Тетяна Миколаївна Борзих — педагог Театрального художньо-технічного коледжу, викладачка кафедри РТ (Радіотехніка).

## Фільмографія
- 1962 — Сповідь — художник Василь
- 1970 — Попереду день — В'ячеслав Чураков, водій, перший чоловік Галі
- 1974 — Іван та Мар'я — Іван, солдат
- 1975 — Чужі листи — Шура Бігунков, брат Зіни
- 1976 — Сентиментальний роман — комірник кафе
- 1977 — Друга спроба Віктора Крохіна
  - 1977 — Освідчення в коханні — Кройков (озвучує Ігор Єфімов)
- 1978 — Старшина — Іван Никанорич
- 1979 — Останнє полювання
  - 1979 — Вірою і правдою — Костя
  - 1979 — Місце зустрічі змінити не можна — «Промокашка», член банди «Чорна кішка»
- 1981 — Наше покликання — Сировегин, секретар парткому
  - 1981 — Рідня — Володимир Коновалов (Вовчик), колишній чоловік Марії Коновалової, батько Ніни
- 1983 — Привіт з фронту — Татусь
- 1984 — Дій за обстановкою! — Андрій Бабула, старшина
  - 1984 — Три відсотки ризику — Корбут, льотчик-випробувач
- 1986 — Попутник — Іван
  - 1986 — Скакав козак через долину
  - 1986 — Я — вожатий форпосту — Сировегін
- 1987 — Дзеркало для героя — Андрій Іванович Німчинов
- 1989 — А чи був Каротин? — Семен Лисюк
  - 1989 — Ночувала хмаринка золота... — Дем'ян
- 1990 — Світ у іншому вимірі — батько Юрка
  - 1990 — Смерть в кіно
- 1991 — Загублений в Сибіру — муж Фаїни
- 1992 — Убивство на «Ждановській» —  Гліб Сергійович Ярін
- 1993 — Потрясіння
- 1995 — Мусульманин — хрещений
- 1996 — Імпотент — Сергій Ладигін (на прізвисько «Сикілет»)
  - 1996 — Повернення «Броненосця» — Сировегін, секретар окружкома
  - 1997 — У тій країні — епізод
- 1998 — Мама не горюй — карний злочинець по кличці «Гітлер»
  - 1998 — Чи не послати нам… гінця? — Серьога, свояк
- 1999 — Страсний бульвар — чоловік біля багаття
- 2001 — Самітник — Кожин
- 2002 — Антикілер — «Петруччо», «Клоп»
  - 2002 — По той бік вовків — Микола Лук'янович Клопов, інвалід
  - 2002 — Шукшинські оповідання (новела «Інше життя») — Худяков
- 2003 — Антикілер 2: Антитерор — «Клоп»
- 2004 — Демон півдня
- 2005 — Мама не горюй 2 — карний злочинець по кличці «Гітлер»
- 2006 — Зрушення — Ваня, дядько Лодигіна
  - 2006 — Барин — Аристарх, прикажчик
- 2007 — Сонька — Золота Ручка — Горелов, штабс-капітан
- 2008 — Глибина — Бармен
- 2009 — Антикіллер Д. К. — «Клоп»
- 2011 — Жила-була одна баба

## Нагороди
- Почесне звання «Заслужений артист РРФСР» (1986)
- Почесне звання «Народний артист Російської Федерації» (2000) — за великі заслуги в області мистецтва[4]